# Don Pardo
Dominick George "Don" Pardo (22. februar 1918 - 18. august 2014) var en amerikansk radio og tv-speaker for Saturday Night Live.